# دنيس إدواردز (مغني)
دنيس إدواردز (بالإنجليزية: Dennis Edwards) هو مغني أمريكي، ولد في 3 فبراير 1943 في برمنغهام في الولايات المتحدة، وتوفي في 1 فبراير 2018 في شيكاغو في الولايات المتحدة بسبب مضاعفة.

## وصلات خارجية
- الموقع الرسمي
- دنيس إدواردز على موقع IMDb (الإنجليزية)
- دنيس إدواردز على موقع الموسوعة البريطانية (الإنجليزية)
- دنيس إدواردز على موقع ميوزك برينز (الإنجليزية)
- دنيس إدواردز على موقع إن إن دي بي (الإنجليزية)
- دنيس إدواردز على موقع أول ميوزيك (الإنجليزية)
- دنيس إدواردز على موقع ديسكوغز (الإنجليزية)
- دنيس إدواردز على موقع قاعدة بيانات الفيلم (الإنجليزية)